# Коваленко Євген Сергійович
Ковале́нко Євге́н Сергі́йович — полковник Збройних сил України.

## З життєпису
Станом на березень 2012 року — начальник 159-го територіального центру комплектування військовослужбовцями за контрактом.
Станом на грудень 2016 року — начальник відділу організації та планування морально-психологічного забезпечення управлінням морально-психологічного забезпечення Командування Сухопутних військ Збройних Сил України.

## Нагороди
За особисту мужність і героїзм, виявлені у захисті державного суверенітету та територіальної цілісності України, вірність військовій присязі під час російсько-української війни
- нагороджений орденом Богдана Хмельницького III ступеня (27.5.2015).